# De Kleine Robbe

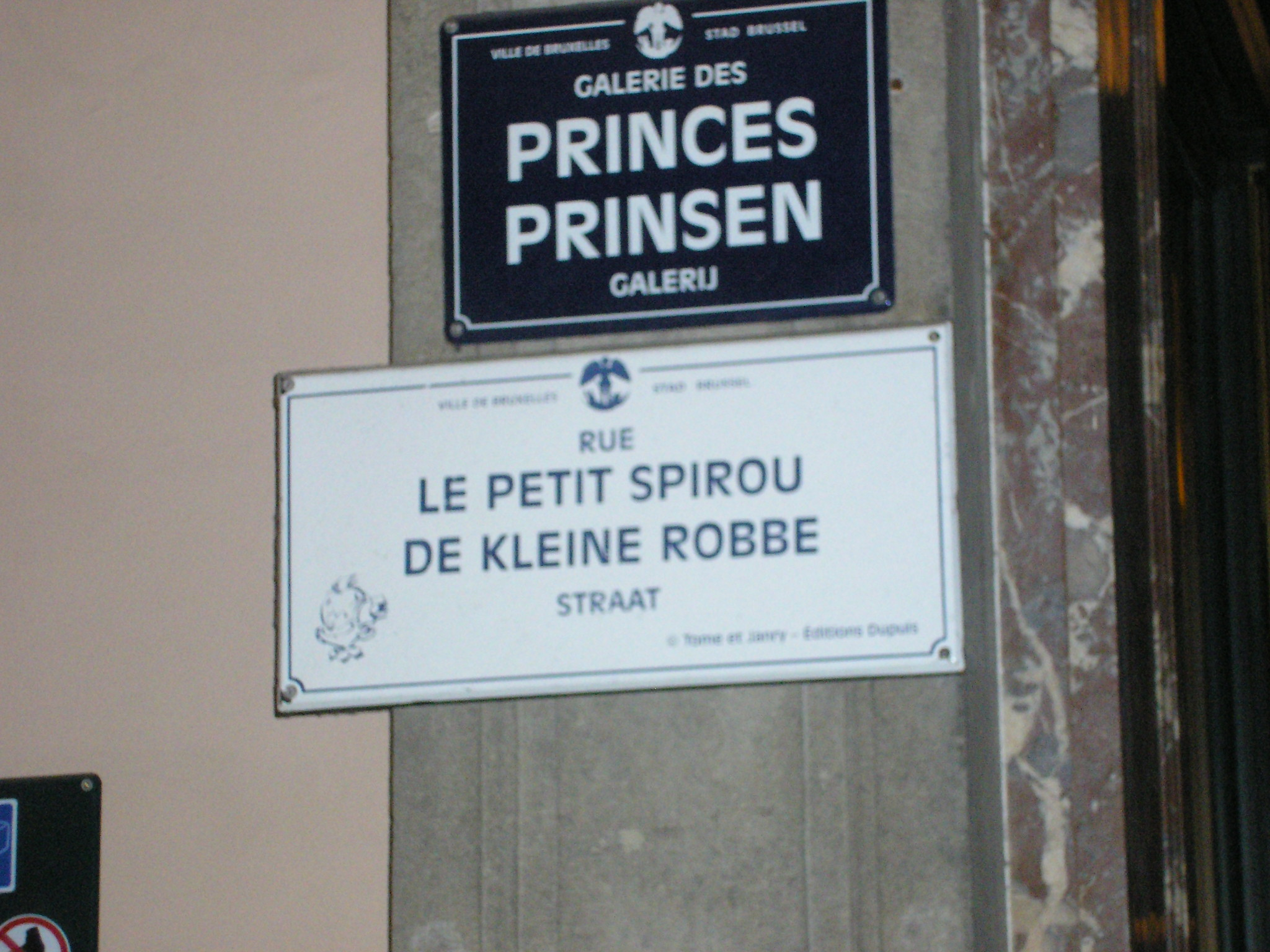
Straat genoemd naar De Kleine Robbe

De Kleine Robbe (Frans: Le Petit Spirou) is een stripreeks van auteurs Tome en Janry. Deze komische strip is gebaseerd op het personage Robbedoes uit de Robbedoes en Kwabbernoot-reeks.

## Concept
De Kleine Robbe gaat over Robbedoes' jeugd. In deze strip is hij een jongetje van een jaar of tien dat nog op de lagere school zit. Robbe is erg ondeugend en heeft een bijzonder rijke fantasie. Hij heeft een aantal vriendjes, haalt vaak kattenkwaad uit en begluurt graag meisjes of doet andere zaken die niet mogen. Daarbij raakt hij geregeld in conflict met de volwassenen.
De verhalen van de kleine Robbe openen met een kortverhaal van meerdere pagina's waarbij Robbe zelf doorgaans als verteller optreedt. Deze verhaaltjes zijn vaak absurd, maar geven soms ook achtergrond bij sommige personages als mijnheer Peuk, vader Angelusse of grootmoeder. De andere strips in de albums zijn één pagina lang. Een belangrijk verschil met de hoofdreeks is dat de gags in De Kleine Robbe een veel absurdere inslag hebben en ook veel gewaagder zijn. Religieuze noch seksuele thema's worden geschuwd. Zo gaat de pastoor af en toe zijn boekje te buiten door van vrouwen te dromen of op café te gaan. Er wordt zelfs geveinsd dat hij een niet-erkende zoon heeft. Naarmate de reeks vorderde nam ook het aantal gewaagdere verhaaltjes toe. Het doelpubliek van deze reeks is dan ook voornamelijk oudere kinderen en adolescenten.
Hoewel de reeks de jonge jaren van Robbedoes moeten voorstellen, hebben ze weinig gemeen met de hoofdreeks. Op de kledingstijl van Robbe na zijn er weinig gelijkenissen. Zo komt het personage Kwabbernoot hierin niet voor, maar heet de beste vriend van Robbe Vermieljoen. In de eerste stripverhalen leken de strips zich ook effectief in het verleden te bevinden (ouderwetse kledingdracht, stoomlocomotieven, oldtimerwagens, ...), maar gaandeweg begonnen de verhalen steeds meer in een hedendaagse omgeving plaats te vinden, zonder dat het figuurtje Robbe zelf ouder wordt.
Robbe wordt in de reeks nooit groter, maar in enkele gags wordt hij wel als baby getoond.

## Personages

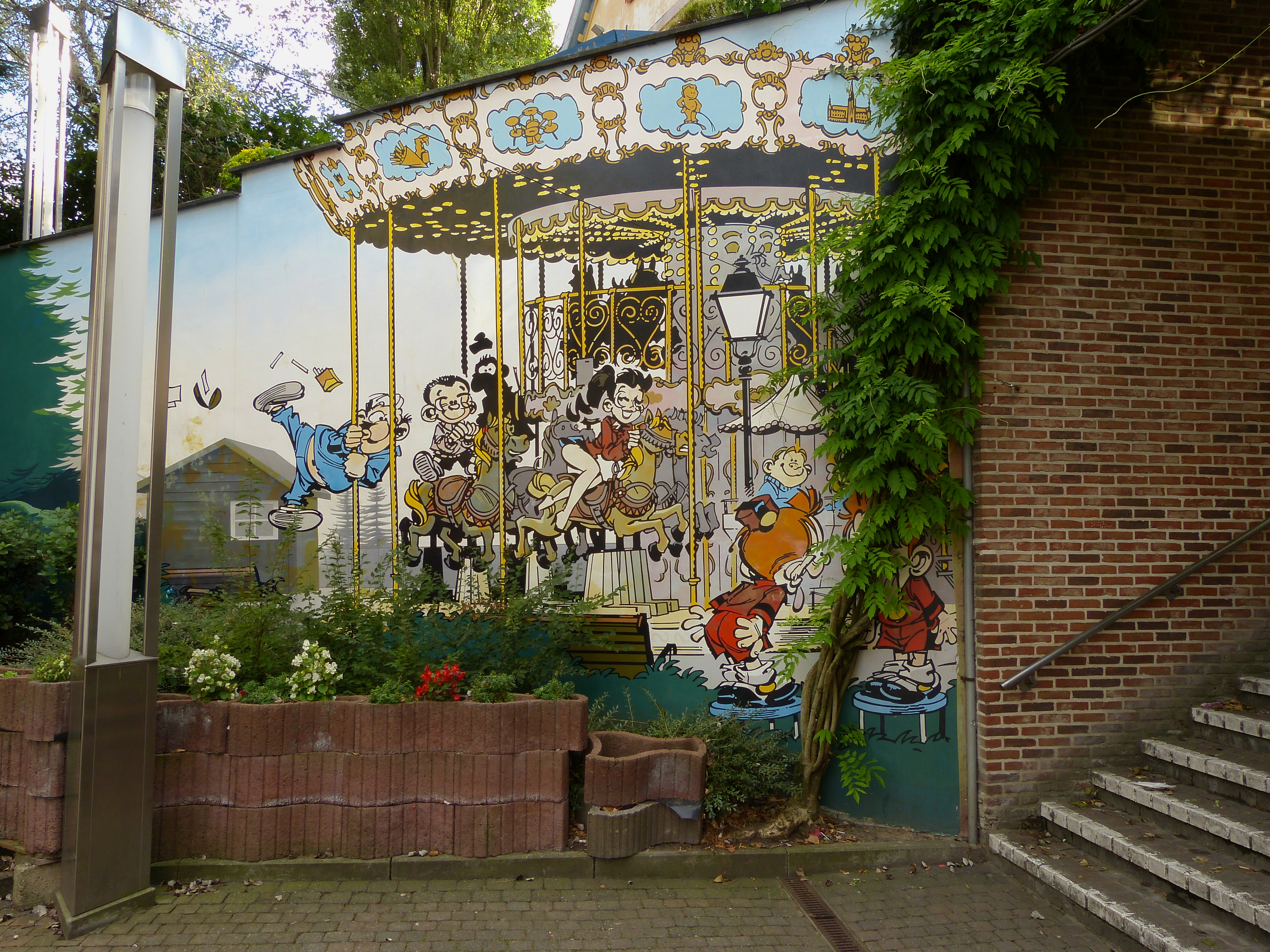
Stripmuur in Brussel.

- Robbe: Dit is een jongere versie van Robbedoes. Hij gaat altijd gekleed in zijn liftjongenskostuum met bijhorend hoedje. In de stripverhalen lijkt hij niet altijd even blij met deze outfit. Hij is ondeugend en rebels en heeft een zeer rijke verbeelding. Hij bedenkt vaak snode plannetjes om volwassenen beet te nemen, maar soms ook om hen te helpen. Hoewel hij vaak in conflict ligt met de volwassenen ziet hij ze erg graag en heeft ook bewondering voor ze. Zeker voor zijn Opa, met wie hij een sterke band heeft.

### Vrienden
- Vermieljoen (Frans: Antoine Vertignasse): Robbes beste vriend. Ze halen hun kattenkwaad meestal samen uit. Soms kunnen ze echter ook slaande ruzie hebben. Vermieljoen is doorgaans minder moedig dan zijn vriend Robbe en deinst doorgaans wat terug bij het uitvoeren van hun plannetjes. Hij heeft ook twee vaders: een die politieagent is en een die inbreker is. Hij verscheen voor het eerst in december 1987 in een strip van De kleine Robbe.[1]
- Suzanne: Robbes vriendin en 'verloofde'. Het lijkt erop dat ze samen aan kalverliefde lijden, al kan Suzanne soms ook afstandelijk zijn tegenover Robbe.
- Nico Ponchbol, Robbes op een na beste vriend. Hij lijdt aan overgewicht en eet haast altijd. Ook hij staat vaak paraat om mee streken uit te halen tegen volwassenen.
- Cassius (Frans: Cyprien Futu): Een gekleurde jongen en een goede vriend van Robbe. Hij veinst graag dat hij over magische krachten beschikt die hij van zijn oom uit Afrika geleerd heeft. Zijn vader is kok in de kantine van de school.
- Masseur: Het buitenbeentje van de klas. Kenmerkend is dat hij altijd een "veel te grote" slip lijkt te dragen, in tegenstelling tot de rest van de klas. Ook blijkt dat hij twee jaar ouder is dan z'n klasgenootjes.
- Jozef-Jan Zondervader (Frans: Jean-Baptiste Sanpère) is niet de zoon van pastoor Angelusse, al lijkt hij er wel erg op.

### Volwassenen
- Juffrouw Cijfer (Frans: Mademoiselle Chiffre) is Robbes knappe rekenlerares. Hij is verliefd op haar en ook meneer Peuk heeft een oogje op haar. Zijzelf heeft echter een relatie met Melchior Pinkers, een kleine, kale man met een bril. Ze is vaak uitdagend gekleed zodat de leerlingen haar slip kunnen zien wanneer ze zich bukt. Ze verscheen voor het eerst in de strip op 7 juli 1983 in voorpublicatie in het stripblad Robbedoes.[2]
- Oma: De grootmoeder van de Kleine Robbe. Ze is de moeder van zijn vader en erg oud. Het is een eenzame vrouw die vaak aan geheugenverlies lijdt en moeite heeft met cijfers. Desalniettemin heeft ze ook een erg opvliegend karakter en is nergens bang voor, integendeel, ze zoekt de confrontatie vaak zelf op. Ze heeft verschillende vuurwapens in huis en bewaart een schat in haar zetel. Hoewel ze soms ook agressief uithaalt naar Robbe en hem vaak ook vergeet, houdt hij erg veel van haar. Ondanks haar rijkdom is ze wel erg gierig.
- Leontine: het vriendinnetje van Grootvader.
- Mama: Robbes moeder. Ze is streng en kan erg boos worden wanneer Robbe iets heeft mispeuterd of met een slecht rapport thuiskomt. In de eerste albums wordt ze ouder voorgesteld dan in latere gags.
- Meneer Peuk (Frans: Désiré Megot): Hij is een van de meest iconische figuren van de reeks.  Het is een lelijke, veel te dikke gymleraar, die verslaafd is aan sigaretten en drank. Hij gluurt graag naar de vrouwen en schuwt goedkope versiertrucs niet. In enkele verhalen lijkt hij wel een vriendin te hebben. Ondanks zijn beroep is meneer Peuk erg lui en laat anderen altijd het werk doen terwijl hij rust. Hij is daarbij nog eens erg dom en naïef. Hij ziet zichzelf wel als een atleet in elke sport.
- Vader Angelusse (Frans: Abbé Hyacinthe l'Angelusse) is de pastoor. Hij is een erg strenge volwassene maar probeert toch vaak 'cool' over te komen naar de kinderen toe. Hij neemt hen ook vaak mee op uitstapjes. In album 16 wordt duidelijk dat hij een vondeling is en opgevoed werd door twee moeders. Soms wordt geveinsd dat hij een zoon heeft, met name Jozef-Jan.
- Grootvader: Robbes opa (Frans: Firmin Spirou). Het is Robbes favoriete volwassenen en ook hij haalt graag allerhande kattenkwaad uit. Hij is erg oud maar heeft toch nog interesse in de vrouwen. Vaak brengt hij wijze raad aan Robbe. Hij is de vader van Robbes mama.
- Robbes vader: de vader van de kleine Robbe. Hij komt verschillende malen in de verhalen voor maar zijn gezicht zelf is nooit zichtbaar. Al kan men vanuit sommige gags, waarin Robbe zich inbeeldt zijn vader te zijn of zijn vader naspeelt (al dan niet met Suzanne of opa), afleiden dat hij een rosse snor zou hebben. Soms lijkt hij op Robbedoes zelf. Hij is ook avonturier van beroep en vaak lang van huis weg.

Verschillende andere figuren komen ook regelmatig terug in de reeks.

## Geschiedenis
Tome en Janry waren gedurende de jaren 80 en 90 van de 20ste eeuw de auteurs van de stripreeks Robbedoes en Kwabbernoot. De Kleine Robbe verscheen voor het eerst in het vijfde Robbedoes album + op 17 maart 1983. Hiervoor maakten Tome en Janry een kortverhaal van vijf pagina's. Omstreeks 1987 werd in de reeks Robbedoes en Kwabbernoot het album De jeugd van Robbedoes uitgebracht. In dit album werden verschillende korte verhalen gebundeld, initieel bedoeld voor het weekblad Robbedoes, waaronder het verhaal uit Robbedoes album +. Dezelfde auteurs besloten dit concept een eigen gagreeks te geven.
In september 1987 verscheen het album Robbedoes en Kwabbernoot in New York, waarbij de eerste kopers een mini-album kregen met de eerste vier gags van De Kleine Robbe. Vanaf 29 december 1987 verscheen de gagstrip in het tijdschrift Spirou/Robbedoes. In 1990, drie jaar nadat het figuurtje bedacht werd, kwam het eerste verhaal van de kleine Robbe als album op de markt. De stripverhalen sloegen aan en werden na verloop zelfs populairder dan de hoofdreeks. Nadat Tome en Janry stopten met de verhalen van Robbedoes en Kwabbernoot, bleven ze De Kleine Robbe voortzetten. Tome overleed in 2019.
Janry gaf later aan De Kleine Robbe alleen verder te zetten. De eerste gags die hij zonder Tome maakte, verschenen in 2020. In februari 2021 verscheen er een kortverhaal, waarbij Janry voor het scenario hulp kreeg van de scenaristen Maryse Dubuc en Jacques Louis.

## Albums
1. Geef een handje aan mevrouw! (1990)
2. Wijs niet met je vinger! (1991)
3. Hee! Wat zullen we nou? (1992)
4. Voor je bestwil! (1994)
5. "Bedankt" Wie? (1994)
6. Zet je hoedje op! (1996)
7. Vraag dat aan je papa! (1997)
8. Dan maar niet... (1999)
9. Dit is nog niks voor jou! (2000)
10. Dat begrijp je later wel! (2001)
11. Word je dan nooit groot? (2003)
12. 't Is me wat moois! (2005)
13. Droom zacht! (2007)
14. Eigen schuld, dikke bult! (2009)
15. Loop rechtop! (2010)
16. Dat lucht op! (2012)
17. Iedereen ziet je! (2015)
18. De waarheid over alles! (2020)
19. Praat niet met 'n volle mond! (2022)
20. Geen gemaar! (2024)

## Tekenfilmreeks
In 2012 startten de Waalse televisiezender RTBF en de Franse televisiezender M6 een tekenfilmreeks rond De Kleine Robbe. De 78 afleveringen zijn gebaseerd op de (bravere) gags uit de reeks, weliswaar gebundeld om telkens zeven minuten te kunnen opvullen. Virginie Jallot was de regisseur. De productie was in handen van uitgeverij Dupuis, Araneo Belgium, Luxanimation en de RTBF, maar ook M6 en Teletoon droegen financieel bij.

## Film
Van De Kleine Robbe is in 2017 een live-action-langspeelfilm uitgebracht. De productie is in handen van het Franse productiehuis Les Partenaires.
Regisseur is Nicolas Bary en het scenario is geschreven door Laurent Turner.
Acteurs die in de film meespelen zijn:
- Pierre Richard[15]
- François Damiens[15]
- Natacha Régnier[15]
- Gwendolyn Gourvenec[15]
- Philippe Katerine[15]
- Armelle[15]
- Sacha Pinault[15]
- Lila Poulet
- Mahé Laridan
- Timothée Moffen
- Gwendal Malguid-Salvatore
- Aaron Denis
- Pierre Gommé
- Mahogany-Elfie Elis
- Tom Grimplet
- Merlin Delarivière
- Aramis Delamare
- Athénaïs Motte
- Clément Michel
- Maxime Motte
- Juliette Aver
- Barbera Probst
- Amaury de Crayencour
- Claudette Walker
- Lisa Chabot
- Loïse Brand
- Christobal Defays
- Laure Hennequart
- Tome
- Janry
- Virginie Hocq
- Pascal Tréguy

De film voor het eerst te zien geweest op het Angoulême Film Festival op 27 augustus 2017, in première gegaan in België op 2 september 2017 en in Frankrijk op 10 september 2017.
Andere landen: Nederland (26 april 2018), Estland (20 juli 2018), Portugal 20 september 2018 en Duitsland (15 november 2018).
In Nederland werd de film op televisie uitgezonden door AVROTROS op 5 oktober 2019 via de zender NPO 3.
De teksten zijn in het Nederlands vertaald door Oscar Siegelaar.
De Nederlandse stemmen komen onder andere van:
- Thibault van der Does[15]
- Deante van der Kust[15]
- Frederique Despinoza[15]
- Robin de Haas[15]